# Blutkluft
Die Blutkluft ist eine Höhle bei Frohnleiten und befindet sich in 445 m ü. A. im Kugelstein nördlich des Hauptortes von Deutschfeistritz und westlich von Badl, Steiermark in Österreich.

## Lage
Die Blutkluft befindet sich am nördlichen Hang des Kugelsteins, etwa auf halber Höhe des Hanges. Der Zugang zur Höhle befindet sich rund 45 Meter oberhalb der Straße, welche um den Kugelstein herumführt.

## Beschreibung
Die rund 29 Meter lange Blutkluft hat einen rund 1 Meter breiten und 1,7 Meter hohen Eingang. Vom Eingang führt ein etwa 5 Meter langer, steil abfallender Gang zum Hauptraum der Höhle. Der 6 Meter lange, 2 Meter breite und 3 Meter hohe Hauptraum verläuft entlang einer in Ost-West-Richtung streichenden Kluft. Am Anfang des Hauptraumes zweigt eine nach Nordosten verlaufende schmale Kluft ab, welche nach einer Strecke von etwa 3 Metern ins Freie führt. Von der südlichen Wand des Hauptraumes zweigt ein nach Südwesten verlaufender, absteigender Kluftgang ab. Dieser über 3 Meter hohe und zwischen 0,5 und 1 Meter breite Gang knickt nach 5 Metern nach Westen ab und endet nach weiteren 13 Metern.
Der Höhlenboden besteht im Eingangsbereich aus Höhlenlehm und in den hinteren Höhlenteilen aus Frostschutt und Versturzblöcken.